# Білл Бридж
Білл Бридж (англ. Bill Brydge, 23 жовтня 1898, Ренфрю, Онтаріо — 2 листопада 1949) — канадський хокеїст, що грав на позиції захисника.

## Ігрова кар'єра
Професійну хокейну кар'єру розпочав 1926 року.
Протягом професійної клубної ігрової кар'єри, що тривала 11 років, захищав кольори команд «Торонто Мейпл-Ліфс», «Детройт Кугарс» та «Нью-Йорк Амеріканс».
Усього провів 368 матчів у НХЛ, включаючи 2 гри плей-оф Кубка Стенлі.